# 竜美中
竜美中（たつみなか）は、愛知県岡崎市の町名である。現行行政地名は竜美中一丁目及び竜美中二丁目。

## 地理
岡崎市のやや南に位置する。主に住宅地を形成している。小字は置かれていない。

## 世帯数と人口
2019年（令和元年）5月1日現在の世帯数と人口は以下の通りである。
| 丁目         | 世帯数  | 人口    |
| ------------ | ------- | ------- |
| 竜美中一丁目 | 277世帯 | 530人   |
| 竜美中二丁目 | 284世帯 | 642人   |
| 計           | 561世帯 | 1,172人 |

### 人口の変遷
国勢調査による人口の推移
| 2000年（平成12年） | 1,852人 | [ 6 ] |  |
| 2005年（平成17年） | 1,421人 | [ 7 ] |  |
| 2010年（平成22年） | 1,484人 | [ 8 ] |  |
| 2015年（平成27年） | 1,419人 | [ 9 ] |  |

## 小・中学校の学区
市立小・中学校に通う場合、学区は以下の通りとなる。
| 丁目         | 番・番地等 | 小学校               | 中学校             |
| ------------ | ---------- | -------------------- | ------------------ |
| 竜美中一丁目 | 全域       | 岡崎市立竜美丘小学校 | 岡崎市立竜海中学校 |
| 竜美中二丁目 | 全域       | 岡崎市立竜美丘小学校 | 岡崎市立竜海中学校 |

## 歴史
額田郡明大寺村の一部を前身とする。合併や編入により、1916年には岡崎市明大寺町の一部となったが、1965年から始まる宅地開発以前は山林だった。
- 1965年 - 岡崎城（別名龍城）の巽（南東）の方角にある丘陵地帯であったことにちなみ、一帯が竜美ヶ丘と命名され、竜美ヶ丘土地区画整理組合が設立された。以後、域内の約8割が山林だった一帯が整備され、道路、宅地などが設置、開発された[11]。

- 1988年（昭和63年）5月21日 - 大西町及び明大寺町の一部が独立し竜美中一丁目及び二丁目となる[12]。1989年、竜美ヶ丘土地区画整理組合解散[1]。

## 施設
一丁目
- 三菱自動車岡崎竜美ヶ丘住宅A
- 三菱自動車岡崎竜美ヶ丘住宅B
- 三菱自動車岡崎竜美ヶ丘住宅C
- 三菱自動車岡崎竜美ヶ丘住宅D
- 三菱自動車岡崎竜美ヶ丘住宅E
- 三菱自動車岡崎竜美ヶ丘住宅F
- 三菱自動車岡崎竜美ヶ丘住宅G
- 三菱自動車岡崎竜美ヶ丘住宅H
- 三菱自動車岡崎竜美ヶ丘住宅I
- 三菱自動車岡崎竜美ヶ丘住宅J

二丁目
- ローソンストア100岡崎竜美ヶ丘
- ワルツ岡崎竜美丘店
- 無印良品の家岡崎店
- 末日聖徒イエス・キリスト教会岡崎第一・岡崎第二ワード
- 県営竜美ヶ丘住宅1棟
- 県営竜美ヶ丘住宅2棟
- 県営竜美ヶ丘住宅3棟
- 県営竜美ヶ丘住宅4棟

## ギャラリー

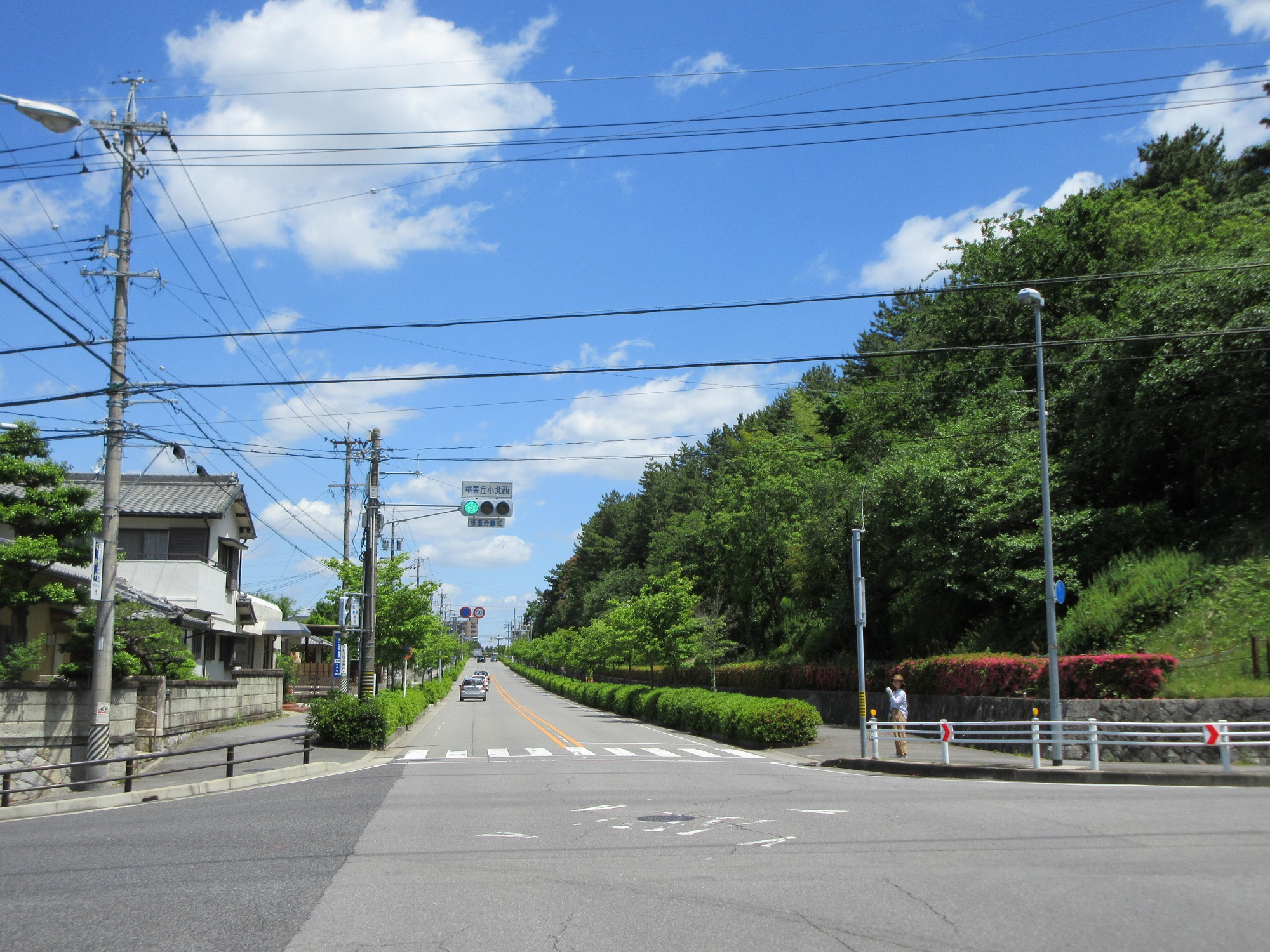
竜美丘ポプラ通り
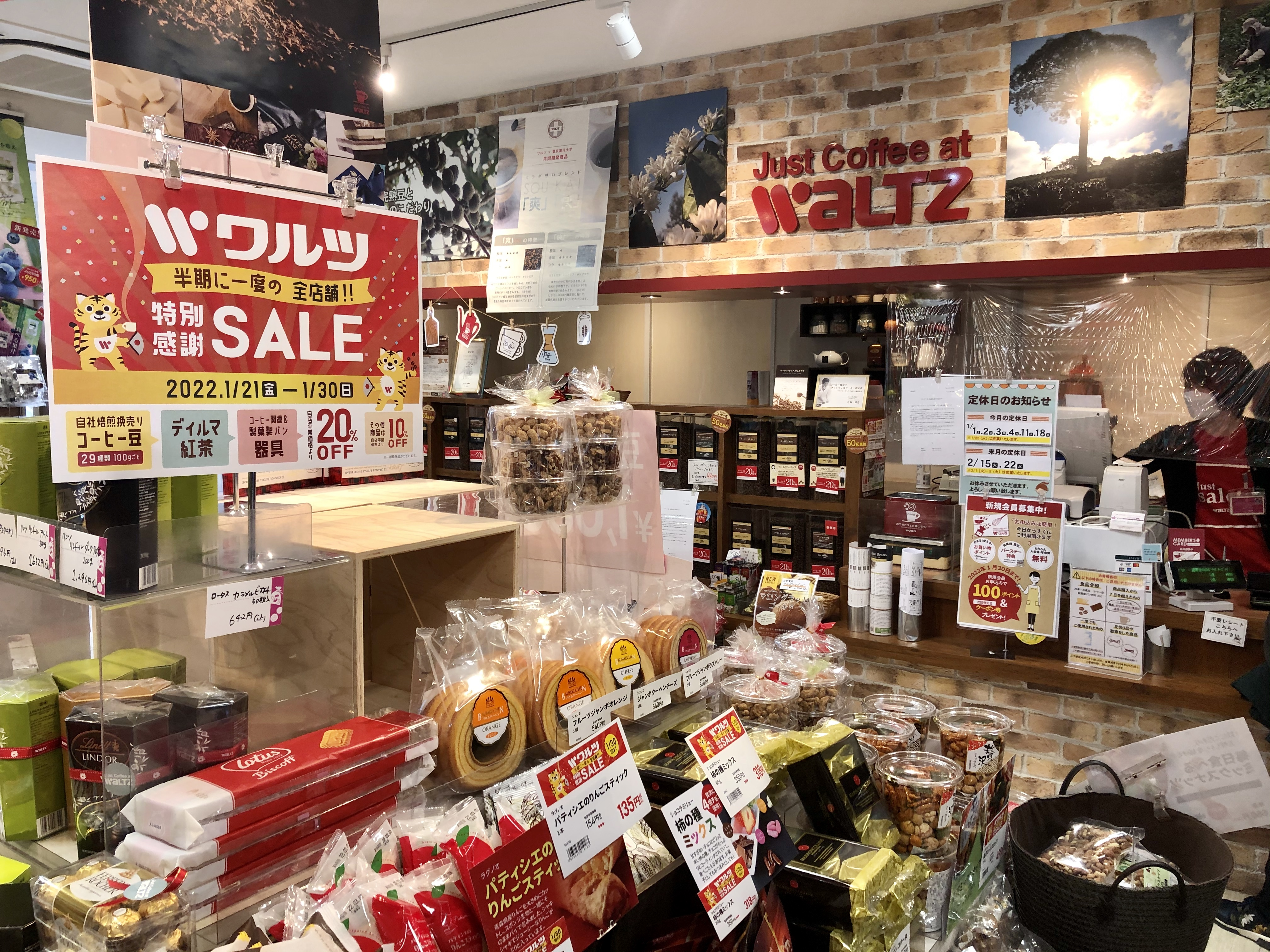
ワルツ岡崎竜美丘店
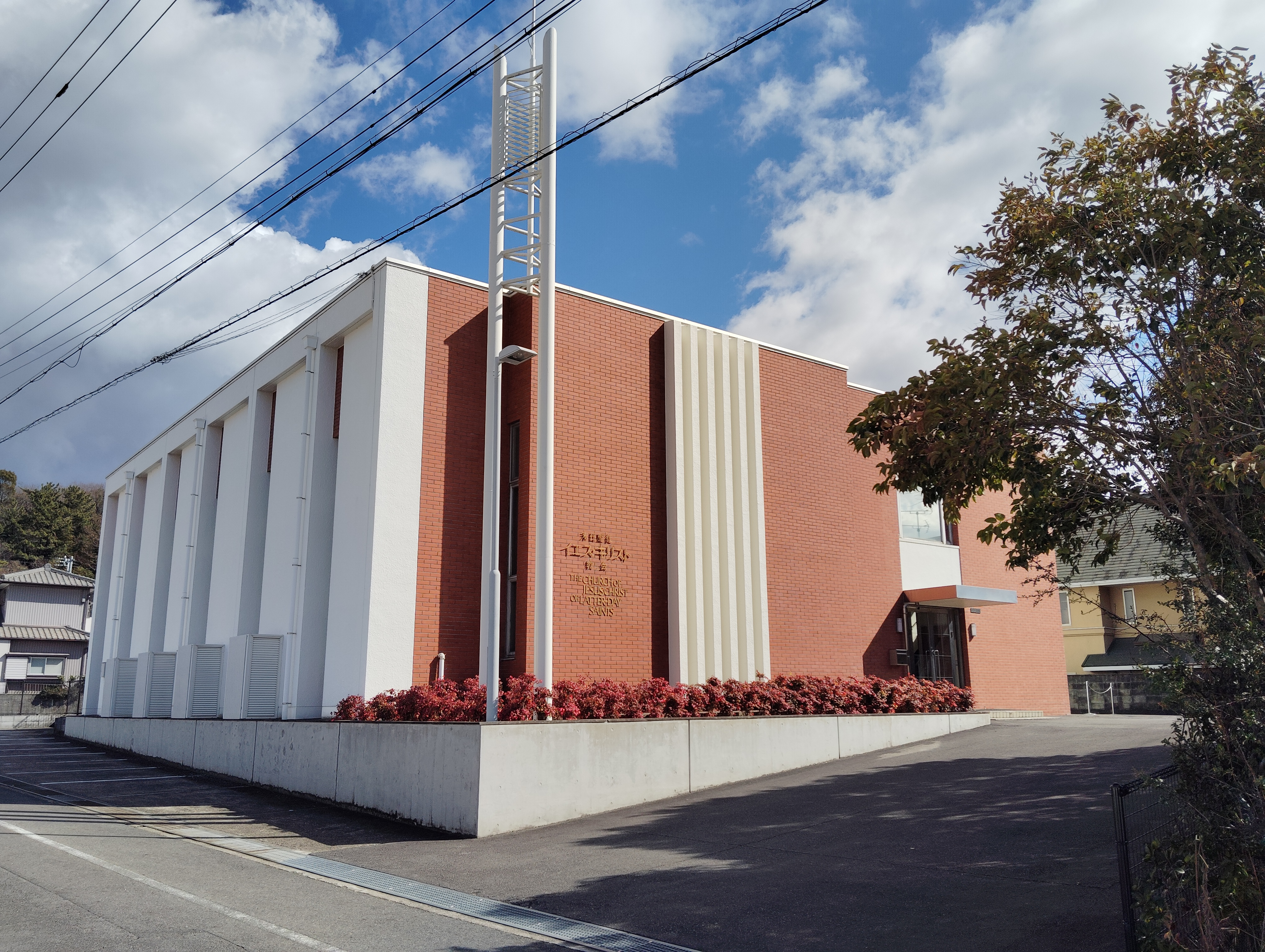
末日聖徒イエス・キリスト教会 岡崎ワード

## 交通
- 都市計画道路岡崎環状線（竜美丘ポプラ通り）
- 会議所通り
- 名鉄バス：岡崎南線

## その他

### 日本郵便
- 郵便番号 : 444-0879[4]（集配局：岡崎郵便局[13]）。

## 参考資料
- 「角川日本地名大辞典」編纂委員会 編『角川日本地名大辞典 23 愛知県』角川書店、1989年3月8日。ISBN 4-04-001230-5。
- 有限会社平凡社地方資料センター 編『日本歴史地名体系第23巻 愛知県の地名』平凡社、1981年。ISBN 4-582-49023-9。